# 王维娜
杜潘王维娜，马来西亚华人，马华公会第六任总会长林良实夫人。

## 事件

### 李宗伟“兴奋剂风波”
2014年10月，马来西亚羽毛球一哥李宗伟发生兴奋剂风波，之后李宗伟出席在荷兰阿姆斯特丹进行的听证会，向世界羽联3人独立小组进行辩护。根据委员会的报告，李宗伟供证自2007至2008年起，每早服用两颗由“丈夫是马来西亚极有权势名人”的女性朋友供应的冬虫草粉胶囊。当时有媒体猜测这名“女性朋友”是王维娜，但在访问时王维娜否认了这一猜测。

### 首相发律师信予林良实事件
2015年10月6日，王维娜向《星洲日报》证实林良实于10月5日晚收到由马来西亚首相纳吉·阿都拉萨发的律师信。她说，林良实交由律师去处理该律师信。王维娜指出，林良实需与代表律师商讨此事，才能决定下一步行动。她也表示自己目前无法代表丈夫对此课题发表谈话。
据报道，纳吉通过哈法立占律师楼（Hafarizam Wan & Aisha Mubarak）于10月5日发信给林良实，信中提到根据《马来邮报》10月3日题为“马华林良实加入促请纳吉下台的行列，因（纳吉）被指将人民的钱放进自己口袋”的报导，林良实发表的言论已对纳吉构成诽谤。
10月9日，尽管纳吉律师指林良实还未正式回复，但王维娜接受《中国报》访问时证实，林良实已在前一天（10月8日）透过律师做出回复。她说，除了在媒体上公开的声明之外，林良实也已透过律师正式回复纳吉。王维娜指出，虽然被首相恫言喊告，但林良实的心情并没有受太大影响，而且也有很多朋友通过电话和亲自上门慰问。

## 个人生活

### 婚姻生活
1995年3月21日《南洋商报》报导了林良实与王维娜的爱情故事。在1968年的一个周日夜晚的槟城中央医院，一位长得眉清目秀的当值受训护士（王维娜）正在巡视病房时，突然见到有张病床旁，立着一个“衣冠不整”的男人。由于当时探病时间已过，她就轻声提醒对方该离开了，可是，对方却不予理会，见状，她也不再干涉，心想他总会离开。这时，突闻电话铃响，当她拿起电筒，对方表示要找“DR LING”（林良实），她见病房中再无其他人，就跑到隔壁病房间，那儿的护士却告诉她“DR LING”就在她当值的病房里......
因为这个美丽的误会，就这样撮合一对佳偶，当年的林良实医生和王维娜护士，医生配护士，很合拍的一对。王维娜在专访时笑言：“我们不只是夫妻关系，也是好朋友，在一起时，除了谈家事、谈孩子，也像朋友一样谈天说地。”
2004年6月5日，林良实接受《星洲日报》访问时说，太太王维娜是其中一位影响他最深的人，并感谢她一直在背后默默支持他、鼓励他。他表示，往往在作出最重要的决定时，他会先跟王维娜讨论。林良实也说，他最信任的人就是王维娜，而后者更是他“最好的军师”。
2006年11月1日，《东方日报》报导林良实曾说：“妻子王维娜在我的生命中扮演重要角色，受华文教育的她一路上扶持我，她也是我的华文助理。太太拥有女性的敏感直觉，而她阅人的直觉往往很准确。她也很关心和照顾党同志。”

### 家庭
- 丈夫：林良实
- 儿子：林熙隆、林熙杰
- 母亲：萧珍珠